# Kaserner i Danmark
Liste over kaserner i Danmark
- Almegårds Kaserne
- Garderhusarkasernen i Slagelse (Tidl. Antvorskov Kaserne)
- Borris Skydeterræn
- Garderkasernen Høvelte
- Haderslev Kaserne
- Holstebro Kaserne
- Livgardens Kaserne
- Flyvestation Karup
- Flyvestation Skrydstrup
- Oksbøl Kaserne (Tidl. Oksbøllejren)
- Ryes Kaserne
- Skive Kaserne
- Svanemøllens Kaserne
- Søværnets Kaserne
- Varde Kaserne
- Vordingborg Kaserne
- Aalborg Kaserner

## Nedlagte kaserner
- Artillerikasernen Langelandsgade, Aarhus
- Artillerivejens Kaserne
- Auderødlejren
- Avedørelejren
- Ballonparken
- Bülows Kaserne
- Bådsmandsstrædes Kaserne
- Center Sandholm
- Dragon Kasernen i Randers
- Farum Kaserne
- Flyvestation Kagerup
- Flyvestation Sigerslev
- Flyvestation Tirstrup
- Flyvestation Værløse
- Frøslevlejren
- Gardehusarkasernen i Næstved
- Gernersgades Kaserne (I dag Bygningskulturens Hus)
- Grønnegades Kaserne
- Hestgardekasernen
- Holbæk Kaserne
- Husarkasernen
- Infanterikasernen Høegh Guldbergs Gade, Aarhus
- Jægersborg Kaserne
- Kronprinsessegades Kaserne
- Malling Kaserne
- Melbylejren
- Odense Kaserne
- Randers Kaserne
- Ringsted Kaserne
- Rytterikasernen Vester Allé, Aarhus
- Sjælsmark Kaserne
- Slagelse Kaserne
- Stevnsfortet
- Søgårdlejren
- Sølvgades Kaserne
- Sønderborg Kaserne
- Tønder Kaserne
- Viborg Kaserne
- Østerfælled Kaserne

| Militær | Spire Denne artikel om militær er en spire som bør udbygges. Du er velkommen til at hjælpe Wikipedia ved at udvide den. |